# ブルニー・スリン
ブルニー・スリン（Bruny Surin, 1967年7月12日 - ）は、カナダの陸上競技選手。1996年のアトランタオリンピック400メートルリレー走の金メダリストである。

## 経歴
彼はハイチ・カパイシャンに生まれ、1975年にカナダに引っ越した。1987年、パンアメリカン競技大会という国際大会でデビューし、走幅跳で15位になった。また、1988年のソウルオリンピックにも走幅跳に出場し、結果はまた15位であった。1990年のコモンウェルスゲームズでは、100mで銅メダルを獲得し、走幅跳では7位に入った。1991年の世界選手権では、100mで8位入賞を果たし、1992年のバルセロナオリンピックでは、100mで4位、リレーではカナダの400mリレーのメンバーを務め、準決勝まで進出した。1993年の世界選手権では100mで5位になり、400mリレーでは銅メダルを獲得した。1994年のコモンウェルスゲームズで、リレーで優勝したが、100mは準決勝で敗退した。1995年の世界選手権では、100mで準優勝、400mリレーにおいては優勝を飾った。
アメリカチームが参加していない中では、カナダチームは2年間ほとんど全ての試合に勝ってきた。迎えたアトランタオリンピック4×100mリレーの決勝では、アメリカの記録を約0秒5上回り、金メダルを獲得した。スリンも100mの準決勝まで駒を進めた。1997年の世界選手権で、スリン率いるカナダチームは再び金メダルを獲得した。1997年の世界選手権の100mでは7位になる。1999年の世界選手権の100mで銀メダルを獲得したが、彼の記録は9秒84という好記録で、少し前に破られたドノバン・ベイリーの前世界記録に並ぶタイムであった。2000年のシドニーオリンピックでは100mで準決勝敗退を喫した。また、彼の最後の主要大会は、2001年の世界選手権の100m準決勝であった。

## 記録
- 60m　　6秒45　（1993年2月13日、世界歴代8位）
- 100m　9秒84　（1999年8月22日）
- 200m　20秒21　（1999年9月3日）
- 走幅跳　8m03　（1987年5月30日）
- 三段跳　15m96　（1986年1月1日）